# Doublebarre

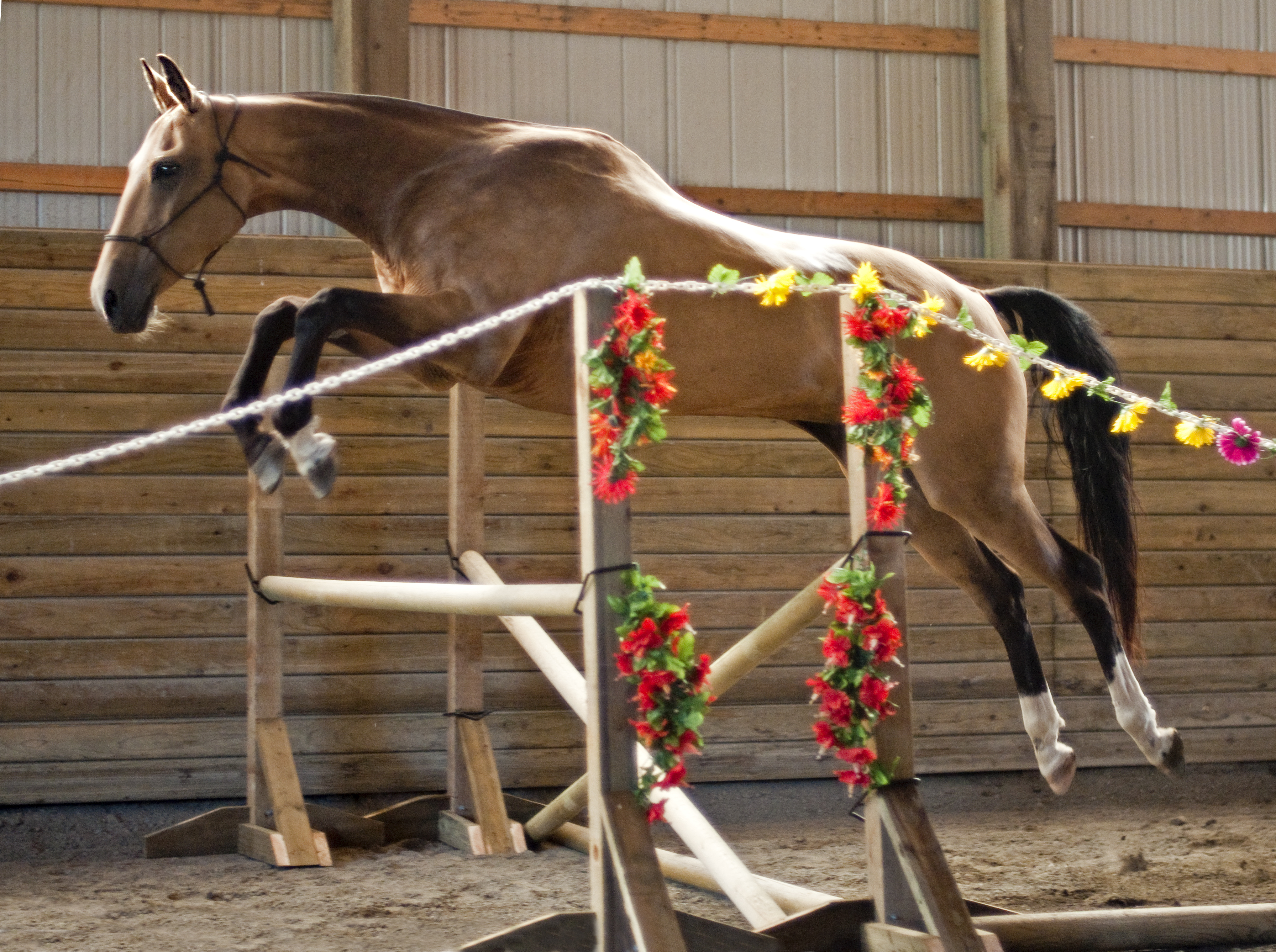
Koń achał-tekiński pokonujący doublebarre

Doublebarre – w jeździeckich skokach przez przeszkody przeszkoda przenośna złożona, składająca się z dwóch stacjonat, pokonywana jednym skokiem (jednoczłonowa). Stacjonaty ustawione są jedna za drugą, przy czym różnica wysokości obu części przeszkody wynosi średnio około 50 cm. Wysokość przeszkody wyznaczona jest od powierzchni drugiej (wyższej) stacjonaty.

Przeszkoda ta jest najczęściej stosowana w treningu koni i podczas rozprężenia przed zawodami.